# Jan Kazimierz Brodecki
Jan Kazimierz Brodecki herbu Jastrzębiec – chorąży bełski w latach 1685–1689, chorąży horodelski w latach 1682–1685, dworzanin pokojowy królewski w 1669 roku, starosta jasielski od 1663 roku, rotmistrz wojska powiatowego województwa bełskiego w 1671 roku.
Syn Kazimierza, żonaty z Katarzyną z Dubrowicy, miał synów: Jana, Zbigniewa, Józefa i córkę Mariannę. Z drugą żoną Elżbietą Lipską miał córkę Krystynę.
Poseł sejmiku bełskiego na sejm nadzwyczajny 1652 roku i sejm nadzwyczajny 1654 roku. Poseł na sejm konwokacyjny 1668 roku z województwa bełskiego. Był członkiem konfederacji generalnej zawiązanej 5 listopada 1668 roku na tym sejmie. Poseł na sejm nadzwyczajny 1670 roku z województwa bełskiego.
Podpisał elekcje Michała Korybuta Wiśniowieckiego i Jana III Sobieskiego z województwem bełskim. 